# I Can’t Give You Anything but Love
I Can’t Give You Anything but Love ist ein Popsong von Jimmy McHugh (Musik) und Dorothy Fields (Text) von 1928, der sich zum Jazzstandard entwickelte. Der Song wurde in Lew Leslies Blackbird Revue bekannt. Den Text der deutschen Fassung, Ist dein kleines Herz für mich noch frei, Baby?, verfasste Arthur Rebner.

## Entstehungsgeschichte
Jimmy McHugh und Dorothy Fields hatten angeblich bereits einige Songs für die Blackbird Revue verfasst, die im Januar 1928 Premiere haben sollte, doch fehlte noch ein herausragender Song. Bei einem Spaziergang auf der Fifth Avenue in Manhattan beobachteten sie ein Liebespaar, das vor den Schaufenstern des Juweliers Tiffany & Co. stand. Der junge Mann sagte zu seiner Angebeteten, dass er ihr gerne „Klunker“ wie die ausgestellten schenken wolle, doch derzeit fehle ihm das Geld – „derzeit ist die Liebe alles, was ich Dir geben kann.“ Aufbauend auf diesem Motiv verfassten die beiden Songautoren angeblich in wenigen Stunden ein Lied von der Liebe und der Armut.
In den letzten Jahren wurden Hinweise veröffentlicht, dass diese Geschichte so nicht stimmen kann. Zum einen wurde der Song bereits 1927 mit einem anderen Text als I Can’t Give You Anything But Love, Lindy (in Anspielung an den Flieger Charles Lindberg) in Harry Delmars Revue Revels verwendet. Zum anderen wird in der Biographie von Andy Razaf von Harry Singer nahegelegt, dass Fats Waller die Melodie 1926 an McHugh verkauft haben könnte und der Text von Andy Razaf stamme. Zum Dritten hat Philip Furia Ähnlichkeiten von Fields’ Text mit dem des Songs Where's That Rainbow? von Lorenz Hart und Richard Rodgers aufgezeigt.
Adelaide Hall, Aida Ward und Willard McLean sangen I Can't Give You Anything but Love 1928 in der Blackbird Revue, die vom Cotton Club  auf den Broadway wanderte und dort 518 Vorstellungen großen Erfolg hatte.

## Kennzeichen des Songs
I Can't Give You Anything but Love war durchgängig in As-Dur, schlicht harmonisiert und in der Liedform ABAC geschrieben; jede Strophe umfasste 32 Takte.

## Rezeption des Songs
Bereits 1928 wurde der Song mehrfach aufgenommen und kam viermal in die amerikanischen Charts:
- Cliff Edwards (1928, #1)
- Ben Selvin and His Orchestra (1928, #2)
- Johnny Hamp’s Kentucky Serenaders (1928, #4)
- Segar Ellis (1928, #19)

Auch in den darauf folgenden Jahren waren mehrere Coverversionen sehr erfolgreich:
- Gene Austin (1929, #12)
- Nat Shilkret Rhyth-Melodists (1929, #12)
- Teddy Wilson and His Orchestra (1936 mit Billie Holiday #5)
- Rose Murphy (1948, #13)

### Auf dem Weg zum Jazzstandard
1929 nahm auch Louis Armstrong den Titel mit seiner Savoy Ballroom Five auf, es handelt sich nach Hans-Jürgen Schaal um eine der ersten Einspielungen eines Hits der Tin Pan Alley durch einen Afroamerikaner. Die Interpretation in langsamen Tempo endet mit einem Trompetensolo „in aufsteigendem, spitzen Staccatotönen bis zum erregenden Schluß.“ Eine zweite Fassung Armstrongs von 1938 bewertet André Hodeir als „schönstes Solo, das Armstrong je gespielt hat.“ Duke Ellington spielte I Can't Give You Anything But Love mehrfach ein, 1932 und 1933 mit Ethel Waters, das zweite Mal in einer konzertanten Fassung, bei der Waters auf Armstrong verweist, in dem sie auf dessen Trompetensolo anspielt.
In der Folge wurde I Can't Give You Anything But Love zu einem „Paradestück der Sängerinnen“; Dietrich Schulz-Köhn stellt dabei Sängerinnen wie Billie Holiday, Connie Boswell, Peggy Lee, Martha Tilton, Lena Horne, June Christy, Sarah Vaughan, Eartha Kitt, Una Mae Carlisle (mit Fats Waller) und vor allem Ella Fitzgerald heraus. Eine besonders ausgelassene Fassung entstand 1957 auf dem Newport Jazz Festival.
Auch Instrumentalisten fanden an dem Titel Gefallen: So interpretierte 1952 Lester Young den Song (Lester Young with the Oscar Peterson Trio), dem später Art Pepper (1956), Don Byas, Warne Marsh oder Lucky Thompson folgten. Der Song wanderte auch in das Repertoire des Dixieland und aufgrund einer Interpretation von Django Reinhardt in den Gypsy Swing ein.

### Deutschsprachige Version
I Can’t Give You Anything but Love kam 1929, veröffentlicht im Berliner Musikverlag C. M. Roehr mit dem Text von Arthur Rebner, auch nach Deutschland. Im Gegensatz zu Dorothy Fields’ englischem Text, der eindeutig auf die Einkommenslage des Sängers und ihre Folgen abhebt, enthält sich Rebners Text jeglicher gesellschaftlichen oder ökonomischen Bezüge und beschränkt sich darauf, nachdrücklich um Baby zu werben.
Eine erste Version von Ist dein kleines Herz für mich noch frei, Baby? entstand Ende 1928 mit Lud Gluskin für Tri-Ergon. Weitere Coverversionen mit diesem Text gab es 1929 von dem Chansonnier Paul O’Montis und dem Vokalquartett Die Abels. Eine jazzige Instrumentalfassung spielte das Karkoff-Orchester ein. Auch die Duettisten Fröhlich und Welisch am Doppelflügel machten im April 1929 eine Aufnahme davon. In Österreich nahm Hans Grünhut den Titel mit dem Wiener Jazz-Orchester von Charles Gaudriot auf.

## Verwendung im Film
- 1931 singen im Kurzfilm The Birthday Party Micky und Minnie Maus I Can't Give You Anything But Love.
- Im Screwball-Klassiker Leoparden küßt man nicht (1938) singen Katharine Hepburn und Cary Grant das Lied, um einen Leoparden wieder einzufangen
- Im Das Haus der sieben Sünden (1940) wird der Song von Marlene Dietrich interpretiert.
- Lena Horne sang das Lied im Spielfilm Stormy Weather (1943).
- Judy Holliday interpretierte den Song beim Kartenspiel in Born Yesterday.
- Der Song wird auch in John Cassavetes’ The Killing of a Chinese Bookie (1976) verwendet.
- I Can't Give You Anything But Love wird auch in The Green Mile eingesetzt.
- In der Episode He's Our You der Serie Lost wird das Lied gespielt.
- Zudem findet der Song Verwendung in Aviator (2004).